# Copa Colsanitas 2016
Copa Colsanitas Santander 2016 (також відомий під назвою Claro Open Colsanitas 2016) — жіночий тенісний турнір, що проходив на відкритих кортах з ґрунтовим покриттям. Це був 19-й за ліком Copa Colsanitas. Належав до категорії International у рамках Туру WTA 2016. Відбувся в Centro de Alto Rendimiento в Боготі (Колумбія). Тривав з 11 до 17 квітня 2016 року.

## Очки і призові гроші

### Розподіл очок
| Дисципліна       | П   | Ф   | ПФ  | ЧФ | 1/8 | 1/16 | Q   | Q3  | Q2  | Q1  |
| Одиночний розряд | 280 | 180 | 110 | 60 | 30  | 1    | 18  | 14  | 10  | 1   |
| Парний розряд    | 280 | 180 | 110 | 60 | 1   | Н/Д  | Н/Д | Н/Д | Н/Д | Н/Д |

### Розподіл призових грошей
| Дисципліна       | П       | F       | ПФ      | ЧФ     | 1/8    | 1/16   | Q3     | Q2   | Q1   |
| Одиночний розряд | $43,000 | $21,400 | $11,300 | $5,900 | $3,310 | $1,925 | $1,005 | $730 | $530 |
| Парний розряд    | $12,300 | $6,400  | $3,435  | $1,820 | $960   | Н/Д    | Н/Д    | Н/Д  | Н/Д  |

## Учасниці основної сітки в одиночному розряді

### Сіяні
| Країна    | Гравчиня              | Рейтинг1 | Сіяна |
| --------- | --------------------- | -------- | ----- |
| Україна   | Еліна Світоліна       | 16       | 1     |
| Бразилія  | Тельяна Перейра       | 49       | 2     |
| Колумбія  | Маріана дуке-Маріньйо | 77       | 3     |
| Іспанія   | Лара Арруабаррена     | 80       | 4     |
| США       | Ірина Фалконі         | 91       | 5     |
| Німеччина | Татьяна Марія         | 105      | 6     |
| Іспанія   | Лурдес Домінгес Ліно  | 112      | 7     |
| США       | Анна Татішвілі        | 116      | 8     |

- 1 Рейтинг подано станом на 4 квітня 2016.

### Інші учасниці
Нижче наведено учасниць, які отримали вайлдкард на участь в основній сітці:
- Еміліана Аранго
- Надя Ечеверрія Алам
- Юліана Лісарасо

Нижче наведено гравчинь, які пробились в основну сітку через стадію кваліфікації:
- Саназ Маранд
- Тереза Мартінцова
- Хлое Паке
- Каталіна Пелла
- Конні Перрен
- Даніела Сегель

### Знялись з турніру
До початку турніру
- Яна Чепелова → її замінила  Амра Садікович
- Лорен Девіс → її замінила  Сільвія Солер Еспіноза
- Алекса Ґлетч → її замінила  Марина Мельникова
- Крістіна Кучова → її замінила  Паула Крістіна Гонсалвіш
- Варвара Лепченко → її замінила  Олександра Панова
- Алізе Лім → її замінила  Еліца Костова
- Петра Мартич → її замінила  Лаура Поус-Тіо
- Крістіна Макгейл → її замінила  Іпек Сойлу

## Учасниці основної сітки в парному розряді

### Сіяні
| Країна   | Гравчиня                 | Країна    | Гравчиня          | Рейтинг1 | Сіяна |
| -------- | ------------------------ | --------- | ----------------- | -------- | ----- |
| Іспанія  | Лара Арруабаррена        | Німеччина | Татьяна Марія     | 109      | 1     |
| США      | Ірина Фалконі            | Росія     | Олександра Панова | 191      | 2     |
| Парагвай | Вероніка Сепеде Ройг     | Росія     | Марина Мельникова | 203      | 3     |
| Бразилія | Паула Крістіна Гонсалвіш | США       | Саназ Маранд      | 221      | 4     |

- Рейтинг подано станом на 4 квітня 2016.

### Інші учасниці
Нижче наведено пари, які отримали вайлдкард на участь в основній сітці:
- Надя Ечеверрія Алам /  Юліана Лісарасо

## Переможниці

### Одиночний розряд
- Ірина Фалконі —  Сільвія Солер Еспіноза, 6–2, 2–6, 6–4

### Парний розряд
- Лара Арруабаррена /  Татьяна Марія —  Габріела Се /  Андреа Гаміс, 6–2, 4–6, [10–8]